# Shinsuke Yamanaka
Pour les articles homonymes, voir Yamanaka.
Shinsuke Yamanaka (山中 慎介, Yamanaka Shinsuke) est un boxeur japonais né le 11 octobre 1982 à Konan.

## Carrière
Passé professionnel en 2006, il devient champion du Japon des poids coqs en 2010 puis champion du monde WBC de la catégorie le 6 novembre 2011 après sa victoire au 11e round face à Christian Esquivel. Il conserve son titre aux points le 6 avril 2012 contre l'arménien Vic Darchinyan puis par KO au 7e round contre Tomas Rojas le 7 novembre 2012 et par arrêt de l'arbitre au 12e round contre Malcolm Tunacao le 8 avril 2013.
Yamanaka poursuit son invincibilité en battant par KO au premier round Jose Nieves le 12 août 2013 ; au 9e round Alberto Guevara le 10 novembre 2013 ; par arrêt de l'arbitre au 9e round Stephane Jamoye le 23 avril 2014 et aux points Suriyan Sor Rungvisai le 22 octobre 2014.
Le 16 avril 2015, il bat par KO au 7e round Diego Ricardo Santillan, précédemment invaincu en 23 combats, et le 22 septembre suivant Anselmo Moreno aux points. Il domine ensuite aux points l'ancien champion du monde des super-mouches WBA Liborio Solis le 4 mars 2016 malgré deux voyages au tapis lors de la 3e reprise puis Carlos Carlson en 7 rounds le 2 mars 2017.
Après une série de 11 défenses victorieuses, le boxeur japonais est détrôné le 15 août 2017 par le mexicain Luis Nery dès le quatrième round mettant ainsi fin à 6 ans de possession du titre WBC.